# Kufferten
Kufferten er en film instrueret af Charlotte Madsen efter eget manuskript.

## Handling
I 1940'ernes krigsramte Danmark fylder Marie 10 år. Det fejres i forældrenes bageri hvor hun og fætteren Sebastian på 13 år daglig hjælper til. Men den ellers beskyttede tilværelse hører op da en flok soldater stormer butikken og tager både Maries far og mor med med sig. Sammen med Sebastian drager Marie ud for at genfinde forældrene. Selvom realiteterne giver få chancer er Marie fuld af forhåbning, medens Sebastian gruer for den dag han må fortælle sandheden.

## Medvirkende
- Helena Quist Kristensen som Marie
- Aske Svane Qvist som Sebastian
- Michael Asmussen som Leo
- Therese Glahn som Agnes
- Sasha Henriksen som Ellen
- Laurids Rolann som Ollie
- Sofie Lassen-Kahlke som Erna
- Vigga Bro som Ragnhild
- Peter Mygind som Officeren
- Gustav Møller Kaag som Matthias